# Гай Ветурий Цикурин
Гай Ветурий Гемин Цикурин (на латински: Caius Veturius Geminus Cicurinus) e политик на Римската република от 5 век пр.н.е.
През 455 пр.н.е. той е консул с Тит Ромилий Рок Ватикан и през това време се бие против еквите. За начина на водене на консулската служба Ветурий е осъден от плебейския едил Луций Алиен с парична присъда от 15 000 аса.
През 453 пр.н.е. той има солидарността на патрициите и е избран в колегията на авгурите.